# Утрехт
У́трехт (нидерл. Utrecht, МФА: [ˈytrɛxt]) — город и община в центре Нидерландов, столица одноимённой провинции. Утрехт — крупнейший железнодорожный узел Нидерландов. Он также является центром римско-католической архиепархии.
Население города — 306 731 житель (на 1 января 2010), что делает его четвёртым по величине городом в стране, после Амстердама, Роттердама и Гааги, вместе с которыми он входит в конурбацию Рандстад.

## История
В середине I века н. э. на берегу Рейна на месте батавского поселения Траектум (от лат. trajectus — переправа) появилась крепость, построенная из дерева и земли. Крепость была сооружена римским полководцем Корбулоном; в ней размещался гарнизон численностью до 500 солдат. С тех пор русло Рейна значительно сместилось, и сегодня на месте бывшей крепости находится площадь Домплейн (Domplein) и Домский собор.
Крепость служила одним из укреплений на границе Римской империи, занимала площадь 150х200 метров и была окружена частоколом с заострёнными сверху и ощетинившимся снизу пиками. Вокруг крепости находилась небольшая деревня, а внутри неё располагался храм, что отличало крепость Траектум от других подобных сооружений. Во II веке деревянные стены крепости были заменены на каменные, остатки которых до сих пор находятся под зданиями площади Домплейн.
После батавского восстания 69 года в крепости Траектум воцарился мир, однако около 270 года из-за участившихся нападений германских племён римляне покинули крепость.
После ухода римлян Утрехт оставался населённым пунктом. В VI—VIII веках наряду с Дорестадом являлся столицей королевства Фризия. В 696 году в нём была учреждена епископская кафедра, а в 1122 году он получил права города.
В 1483 году во время междоусобной войны «трески» и «крючков» пережил сильную осаду.
В 1579 году в  Утрехте была заключена Утрехтская уния, положившая начало объединению нидерландских провинций в единую республику.
С 1636 года в городе находится Утрехтский университет.
В 1713 был подписан Утрехтский мирный договор.

## Население
| 1815     | 1830     | 1840     | 1849     | 1859     | 1869     | 1879     | 1889     | 1899     |
| -------- | -------- | -------- | -------- | -------- | -------- | -------- | -------- | -------- |
| 33 663   | ↗43 407  | ↗48 491  | ↘47 781  | ↗52 989  | ↗60 428  | ↗67 633  | ↗84 308  | ↗102 086 |
| 1909     | 1920     | 1930     | 1947     | 1960     | 1971     | 1980     | 1990     | 2000     |
| ↗119 006 | ↗140 309 | ↗154 882 | ↗183 251 | ↗256 332 | ↗274 974 | ↘236 211 | ↘231 231 | ↗233 994 |
| 2010     | 2017     | 2017     | 2018     | 2019     | 2021     |          |          |          |
| ↗311 367 | ↗343 038 | ↗343 779 | ↗347 483 | ↗352 866 | ↗359 370 |          |          |          |

## Культура
Крупное событие культурной жизни Утрехта — международный фестиваль старинной музыки «Oude Muziek», который проводится ежегодно с 1982 г. в августе-сентябре.

## Спорт
В городе базируется профессиональный футбольный клуб «Утрехт», выступающий в высшем дивизионе чемпионата Нидерландов.

## Достопримечательности
- Домский собор, средневековая церковь Якобикерк
- Музей музыкальных автоматов
- Обсерватория Сонненборг
- Центральный музей Утрехта